# 膿胸
膿胸（pleural empyema）乃指由微生物 （通常是细菌）引起的肋膜腔內蓄積脓液。  通常在肺炎、受伤或胸部手术後发生， 屬於肋膜腔積液的一種，分为三个阶段：渗出液：肋膜液產量增加，但未必化膿；纖維膿性：形成纖維性隔板，膿液侷限於一區；實質化：肋膜结疤，可能限制肺部的擴張。在細菌性肺炎病例可高達40%併有單純的肋膜腔積液，範圍通常不大，經適當抗生素治療後可消退。但如果出现脓胸，则需要进行其他治療。

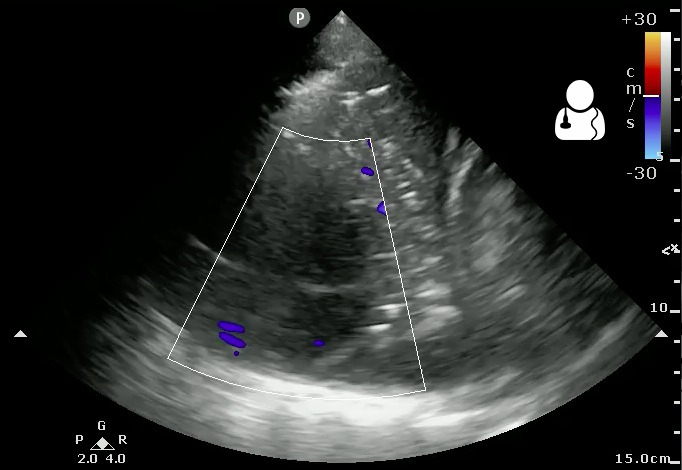
超音波下所見之膿胸
- 超音波下所見之膿胸[2]
- 超音波下所見之膿胸[2]
- 超音波下所見之膿胸[2]